# Art Forum Berlin
Das art forum berlin war eine internationale Kunstmesse in Berlin, die von 1996 bis 2010 auf dem Berliner Messegelände stattfand. Ende Mai 2011 zog sich die Messe Berlin vorläufig aus dem Kunstgeschehen zurück, das art forum berlin fand zum ursprünglich geplanten Termin Ende September 2011 nicht mehr statt.

## Geschichte
Zur ersten Veranstaltung vom 31. Oktober bis 4. November 1996 kamen 16.200 Besucher und es nahmen 133 Galerien aus 17 Ländern teil. Damals lautete der Veranstaltungsname noch „European art forum Berlin“. Ein Jahr später erfolgte die Umbenennung in „art forum berlin“.
In den Folgejahren erhöhten sich die Besucherzahlen kontinuierlich: Eine Erhebung aus dem Jahr 1999 ergab, dass Interessenten aus dem Ausland mit einem Anteil von rund 19 Prozent vertreten waren. Die meisten der internationalen Besucher reisten aus Schweden, Dänemark, den USA, Italien, Österreich und der Schweiz an. Zwei Drittel der Besucher (68,6 %) kamen auf das art forum berlin, um sich über die aktuelle Kunstszene zu informieren. 57,7 % äußerten ein eher allgemeines Interesse an Kunst. 16,4 % suchten den Informationsaustausch mit Kollegen. 15,7 % der Besucher kamen konkret mit der Absicht, etwas zu kaufen.
Die „berlin talks“ boten seit dem Jahr 2000 die Möglichkeit, mit renommierten Persönlichkeiten der internationalen Kunstszene über aktuelle Fragen rund um das Sammeln und Ausstellen von Kunst zu diskutieren.
Das art forum berlin galt bis 2005 als einzige Kunstmesse in Kontinentaleuropa, die sich ausschließlich der aktuellen Kunstproduktion widmete. Aus historischen wie geographischen Gründen lag dabei ein Schwerpunkt auf Galerien aus den nordischen Ländern sowie aus Mittel- und Osteuropa. Flankierend richtete das afb von 2001 bis 2003 gemeinsam mit der Bundeszentrale für politische Bildung die Diskussionsreihe „Europe United“ aus, die insbesondere die Kunst- und Kulturszenen der damaligen EU-Beitrittsländer (Polen, Ungarn, Slowenien, Tschechien) vorstellte. 2003 wurde das Gesamtkonzept mit einem kompakteren Teilnehmerfeld von rund 100 internationalen Galerien und einer kunsthallenähnlichen Präsentation gestrafft.

### Preisverleihungen
Der Preis für den besten Stand wurde seit 1998 vergeben.
Preisträger seit 1998:
- 1998: Xavier LaBoulbenne, NY (beste Junggalerie), neugerriemschneider(beste etablierte Galerie)
- 1999: Greene Naftali, NY (beste Junggalerie), Gerhardsen/Kaplan/Wallner (bester Galerie Stand)
- 2000: Modern Institute/Meyer Riegger/China Art Objects (bester Galerie Stand), Sies & Höke, Düsseldorf (beste Junggalerie)
- 2001: Michael Neff und Michelle Maccarone (bester Galerie Stand), Koch und Kesslau (bester Einzelstand)
- 2002: Galeria Foksal (bester Einzelstand), Nourbakhsch/Modern Institute/Meyer Riegger (bester Galerie Stand)
- 2004: Joanna Kamm, Berlin (bester Freestyle-Stand), Galerie Johnen+Schöttle, Köln (bester Galeriestand)
- 2005: Stella Lohaus, Antwerpen (bester Freestyle-Stand), Gitte Weise, Sydney (bester Galeriestand)
- 2006: Ronmandos, Rotterdam (bester Freestyle-Stand), Kicken, Berlin (bester Galeriestand)
- 2007: Iris Kadel, Karlsruhe (bester Freestyle-Stand), Galerie Friedrich, Basel (bester Galeriestand)
- 2008: INGLEBY, Edinburgh (bester Freestyle-Stand), SEPTEMBER, Berlin (bester Galeriestand)
- 2009: Galerien Rodeo, Istanbul (bester focus-Stand), September, Berlin (Bester Galeriestand)
- 2010: Galerie Lüttgenmeijer, Berlin (bester focus-Stand)

## art forum berlin 2010
Während der Messe zeigten internationale Galerien und Sammler Kunst seit den 1960er Jahren bis zur jüngsten Kunstproduktion des 21. Jahrhunderts. Dabei reicht das Repertoire von Malerei, Skulptur und Fotografie über Installationen bis zu Zeichnungen, Grafik, Performance und Videokunst. Es präsentieren sich 110 Galerien aus 20 Ländern, wobei das afb in drei Sektorenunterteilt ist: Sektor galleries, Sektor art magazines and cultural institutions sowie Sektor focus. Letzterer ist für junge Galerien gedacht, die nicht mehr als sechs Jahre bestehen. Die Aussteller werden von einem Selection Committee ausgewählt. Robert Meijer (Galerie Lüttgenmeijer, Berlin) und Jocelyn Wolff (Galerie Jocelyn Wolff, Paris) sind dabei die Experten für den Sektor focus.
Ein „Host Committee“ unterstützte das afb als Gastgeber. Es setzte sich aus rund 200 Berliner Persönlichkeiten aus den Bereichen Kunst und Kultur sowie Politik und Wirtschaft zusammen. Schirmherr und Vorsitzender war der Regierende Bürgermeister von Berlin, Klaus Wowereit. Das art forum berlin 2010 fand zeitgleich mit der art berlin contemporary (abc) statt.

## Entwicklung 2011
Ende Mai 2011 zog sich die Messe Berlin aus dem Kunstgeschehen zurück, was das Aus für das art forum berlin bedeutete. Das art forum berlin fand also nicht zum geplanten Termin Ende September statt. Die geplante Fusion mit der art berlin contemporary war gescheitert.